# LWJGL
La Lightweight Java Game Library (LWJGL o Biblioteca Java Ligera para Juegos) es una solución dirigida a programadores tanto amateurs como profesionales y está destinada a la creación de juegos de calidad comercial escritos en el lenguaje Java. LWJGL proporciona a los desarrolladores acceso a diversas bibliotecas multiplataforma, como OpenGL (Open Graphics Library) y OpenAL (Open Audio Library), permitiendo la creación de juegos de alta calidad con gráficos y sonido 3D. Por otro lado, LWJGL permite además acceder a controladores de juegos como GamePads, volantes y Joysticks.
Todas estas funcionalidades están integradas en una sola API y facilita enormemente la creación de videojuegos en Java, ya que abstrae al programador de las dificultades inherentes a las temidas llamadas JNI, al tiempo que proporciona un rendimiento espectacular, tal y como se puede comprobar en proyectos como Jake2 (port de Quake2, desarrollado por el equipo alemán Bytonic) o Minecraft.

## Ámbito de uso
El auténtico objetivo de LWJGL no es crear un motor gráfico que permita crear juegos espectaculares de forma casi inmediata, sino que lo que pretende es dar acceso a los programadores Java a una tecnología y unos recursos que normalmente no se implementan correctamente. Por tanto, LWJGL debe entenderse más bien una API base sobre la que en la actualidad ya se están apoyando algunas potentes herramientas gráficas, como es el caso de la API de scene-graph jMonkey o el motor gráfico LibGDX.

## LWJGL 3
Esta versión es una reescritura de LWJGL 2 y actualmente ya se encuentra una versión estable. Es un reemplazo para el antiguo LWJGL 2 debido a que no se encuentra al nivel de opciones y rendimiento para la fecha. El antiguo sistema de ventanas de LWJGL es reemplazado por GLFW, esto permite una mejor administración de las ventanas creadas y un sistema más actualizado.
Para poder importar esta función deberás ingresar el siguiente código:
import org.lwjgl.*;
import org.lwjgl.glfw.*;
import org.lwjgl.opengl.*;
import org.lwjgl.system.*;

import java.nio.*;

import static org.lwjgl.glfw.Callbacks.*;
import static org.lwjgl.glfw.GLFW.*;
import static org.lwjgl.opengl.GL11.*;
import static org.lwjgl.system.MemoryStack.*;
import static org.lwjgl.system.MemoryUtil.*;

## Licencia
LWJGL está disponible bajo licencia BSD, y por lo tanto es de libre distribución.